# Phytolacca rugosa
Phytolacca rugosa är en kermesbärsväxtart som beskrevs av Alexander Karl Heinrich Braun och Carl David Bouché. Phytolacca rugosa ingår i släktet kermesbärsläktet, och familjen kermesbärsväxter. Inga underarter finns listade i Catalogue of Life.

## Bildgalleri

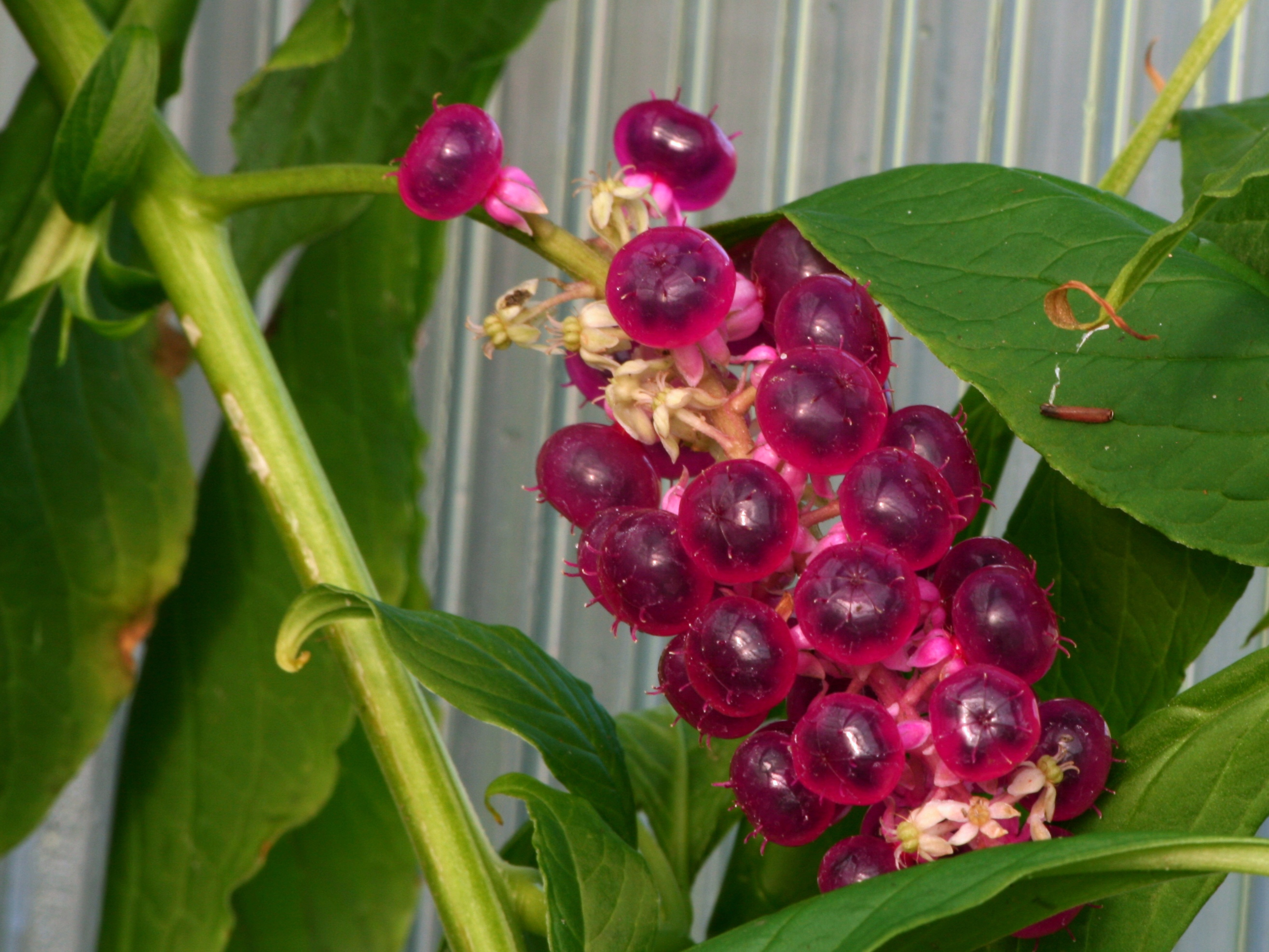
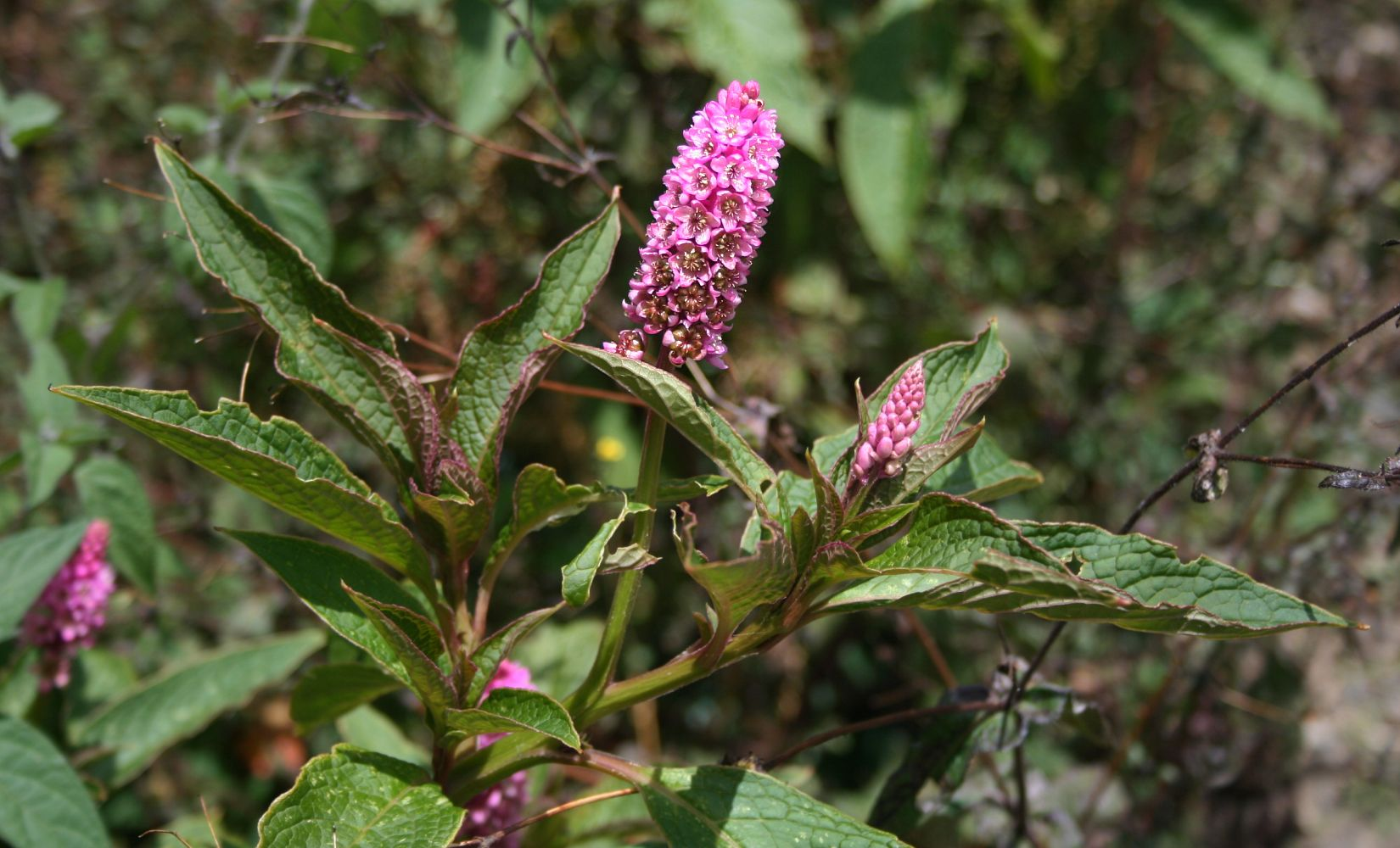
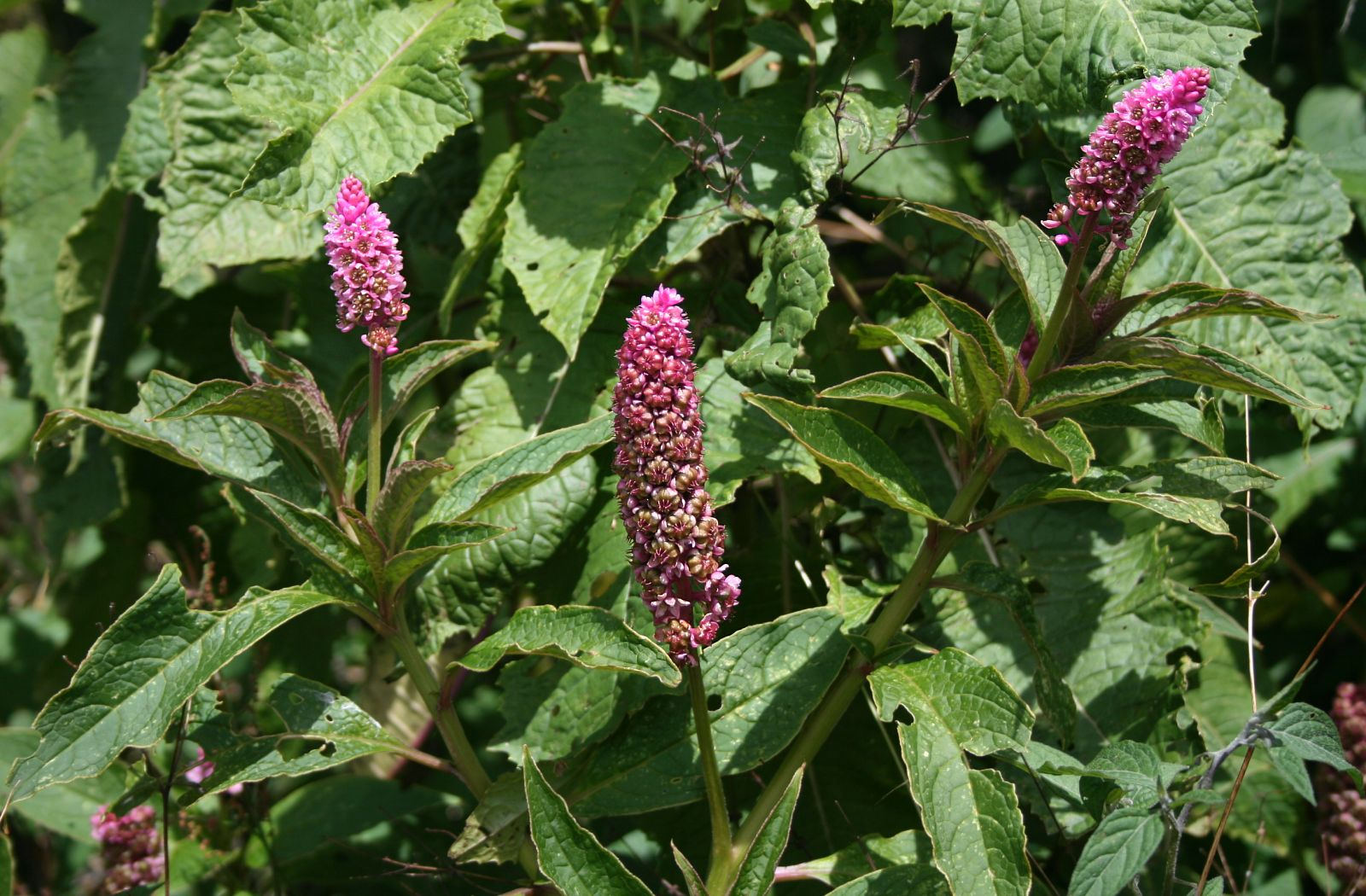